# Balkrishna Gogte
Pour les articles homonymes, voir Gogte.
 (juillet 2021).
Balkrishna "Raosaheb" Gogte (16 septembre 1916 - 26 février 2000) est un industriel, philanthrope et éducateur indien. Il a fondé la société Gogte Minerals. Il a été le donateur fondateur du Gogte Institute of Technology et du Gogte College of Commerce à Belgaum.